# Troféu Jack Adams
O Prêmio Jack Adams é dado anualmente ao treinador da National Hockey League "julgado como o que mais contribuiu para o sucesso do seu time." Foi dado por 35 vezes, a 30 técnicos diferentes. O vencedor é escolhido por uma votação entre a Associação de Repórtes da National Hockey League, ao fim da temporada regular. Alguns treinadores ganharam o prêmio por mais de uma vez. Pat Burns conseguiu a conquista em três temporadas, mais do que qualquer outro.

## História
O Prêmio Jack Adams é nomeado em homenagem ao jogador Jack Adams, Hall da Fama de Toronto, Vancouver e Ottawa, que também foi treinador por muito tempo e administrador geral do Detroit Red Wings. Foi entregue pela primeira vez ao fim da temporada de 1973.
Jacques Demers é o único treinador a ganhar o prêmio em temporadas consecutivas. Quatro treinadores na história ganharam o prêmio por 2 times diferentes: Jacques Lemaire, Pat Quinn, e Scotty Bowman ganharam o prêmio duas vezes, enquanto Pat Burns é o único treinador com 3 premiações. As franquias com mais Prêmios Jack Adams são o Philadelphia Flyers e o Detroit Red Wings, com quatro vencedores, seguidos pelo St. Louis Blues e Phoenix Coyotes com três, embora os Coyotes têm dois vencedores pelo Winnipeg antes de se mudarem para o Arizona. Bill Barber e Bruce Boudreau são os únicos treinadores a conquistarem o prêmio após substituírem o treinador que havia começado a temporada. Barber substituiu Craig Ramsay na temporada 2000-01, enquanto Boudreau entrou no lugar de Glen Hanlon, após um mês do início da Temporada 2007-08 da NHL. A votação mais equilibrada de todas ocorreu em 2005, quando o vencedor Lindy Ruff superou Peter Laviolette por um único ponto.

## Vencedores

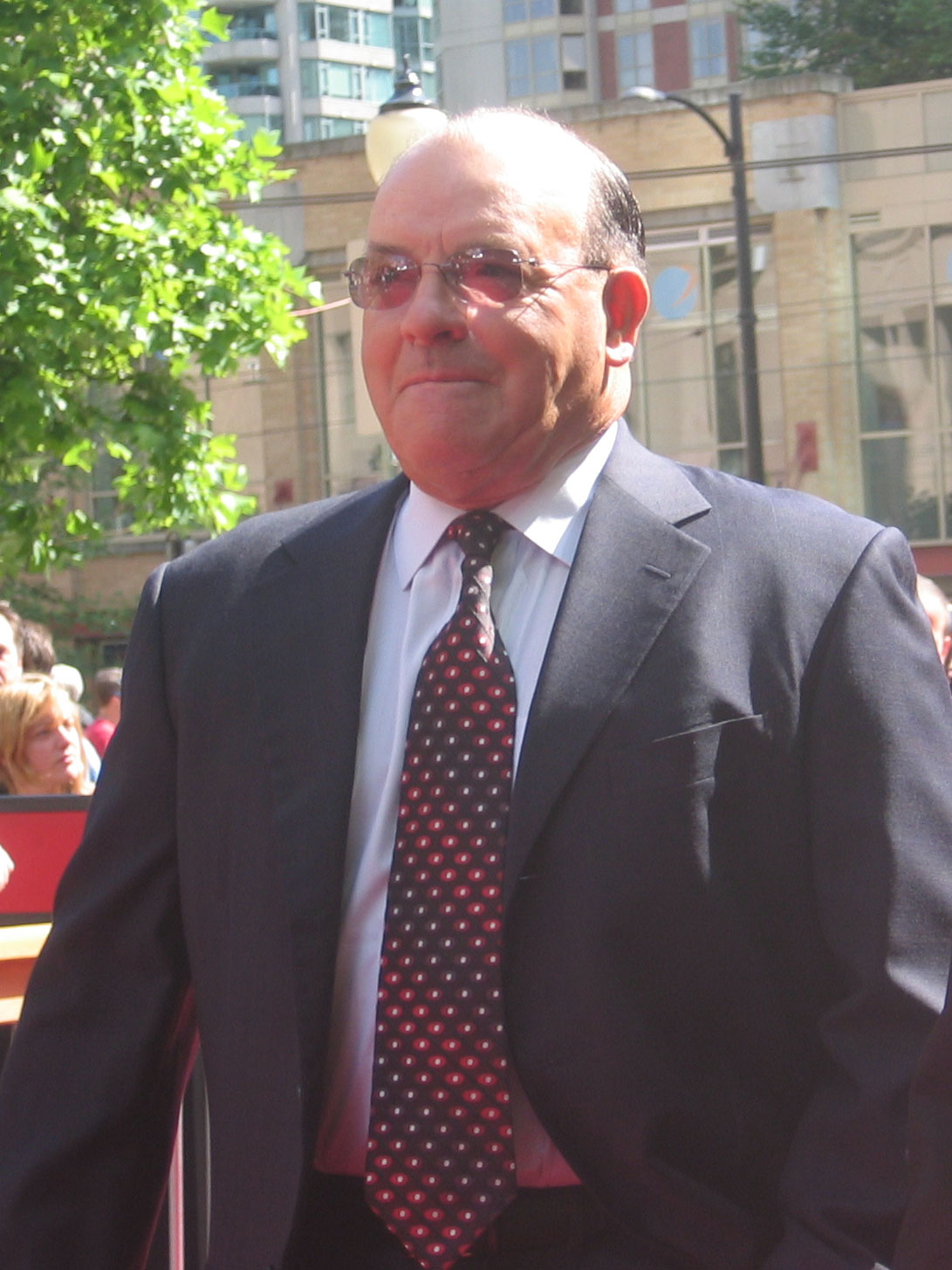
Scotty Bowman, vencedor das temporadas 1976–77 e 1995–96.

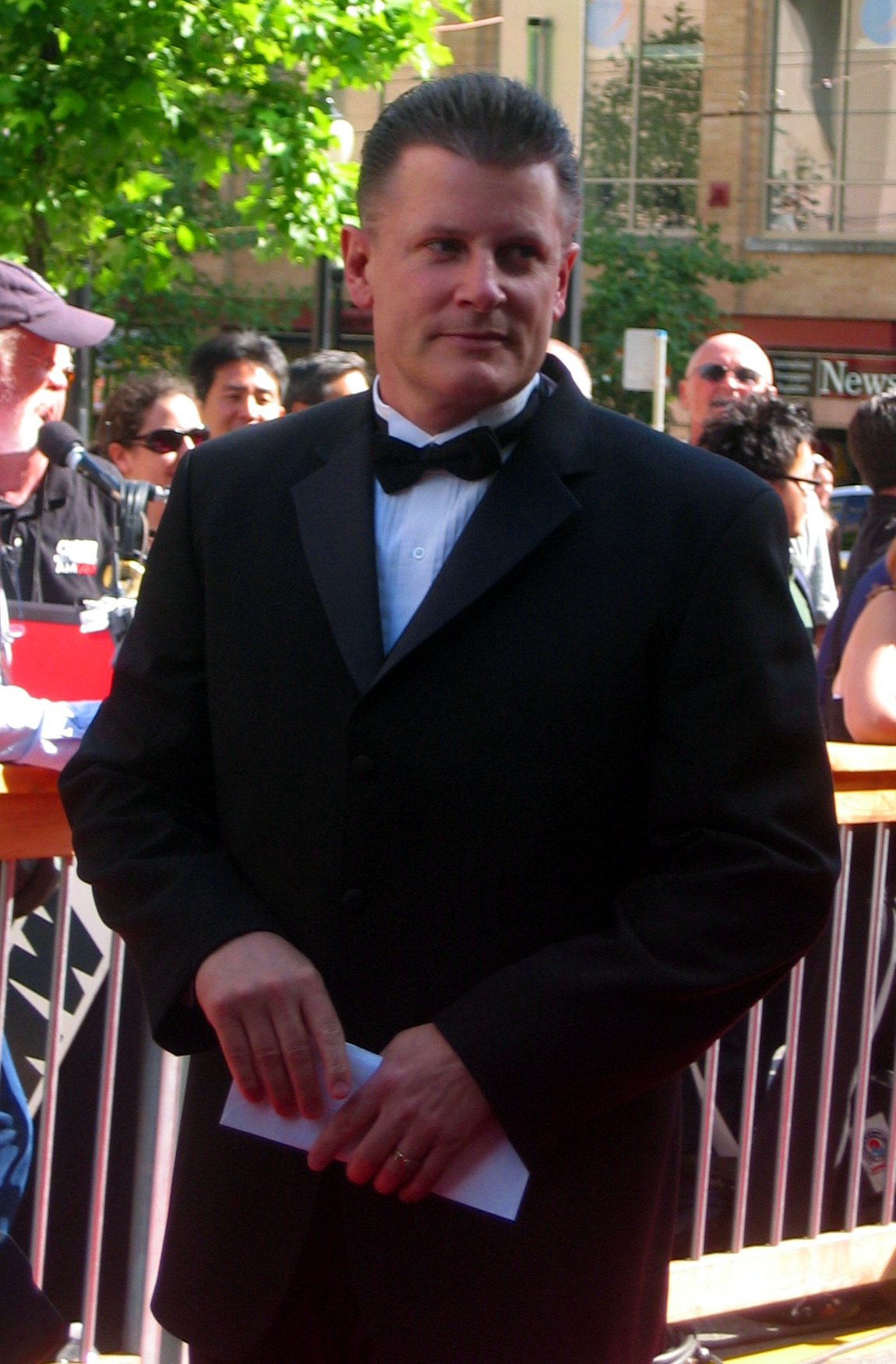
Marc Crawford, vencedor da edição de 1994–95.

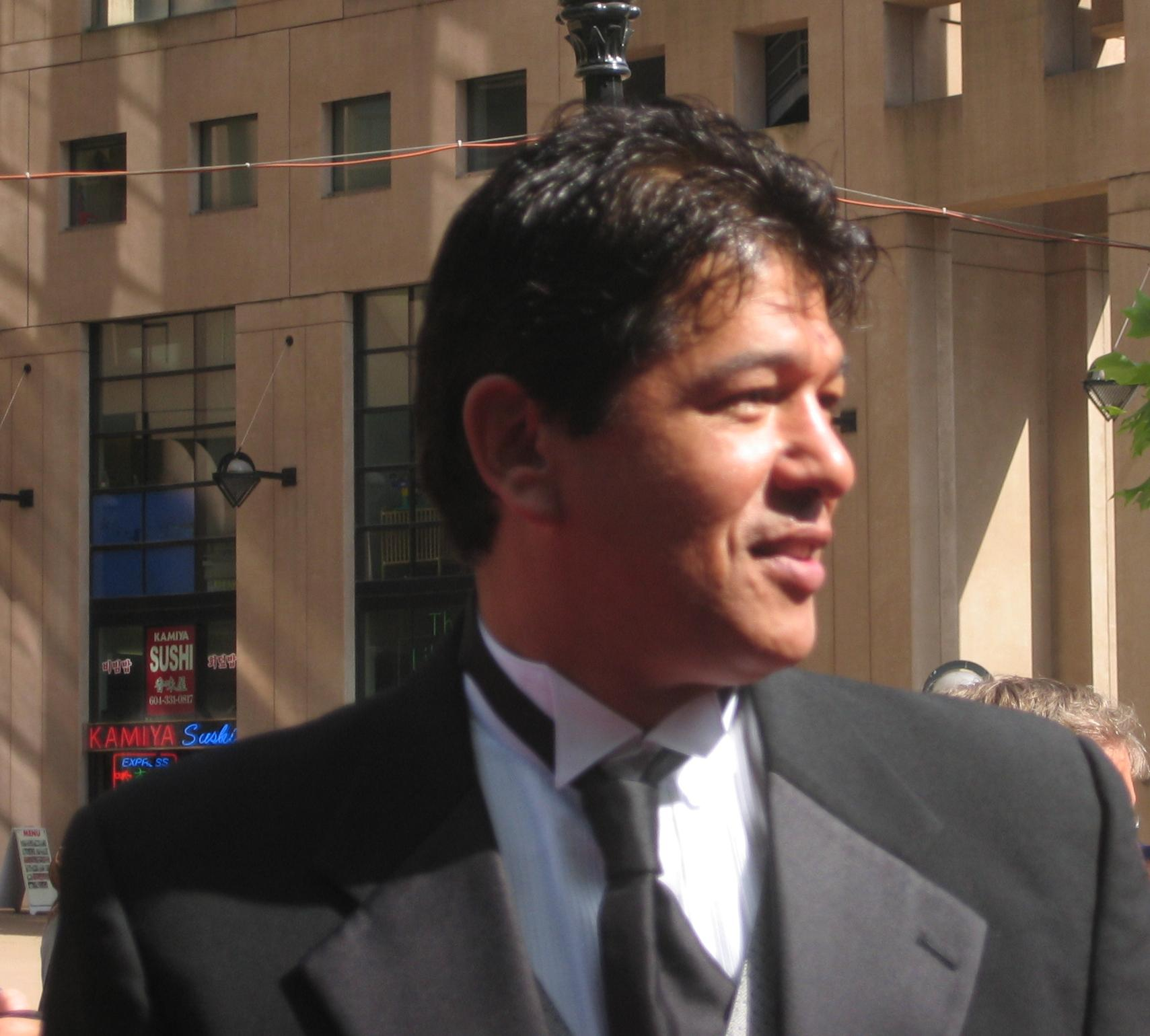
Ted Nolan, que conquistou o prêmio em 1996–97.

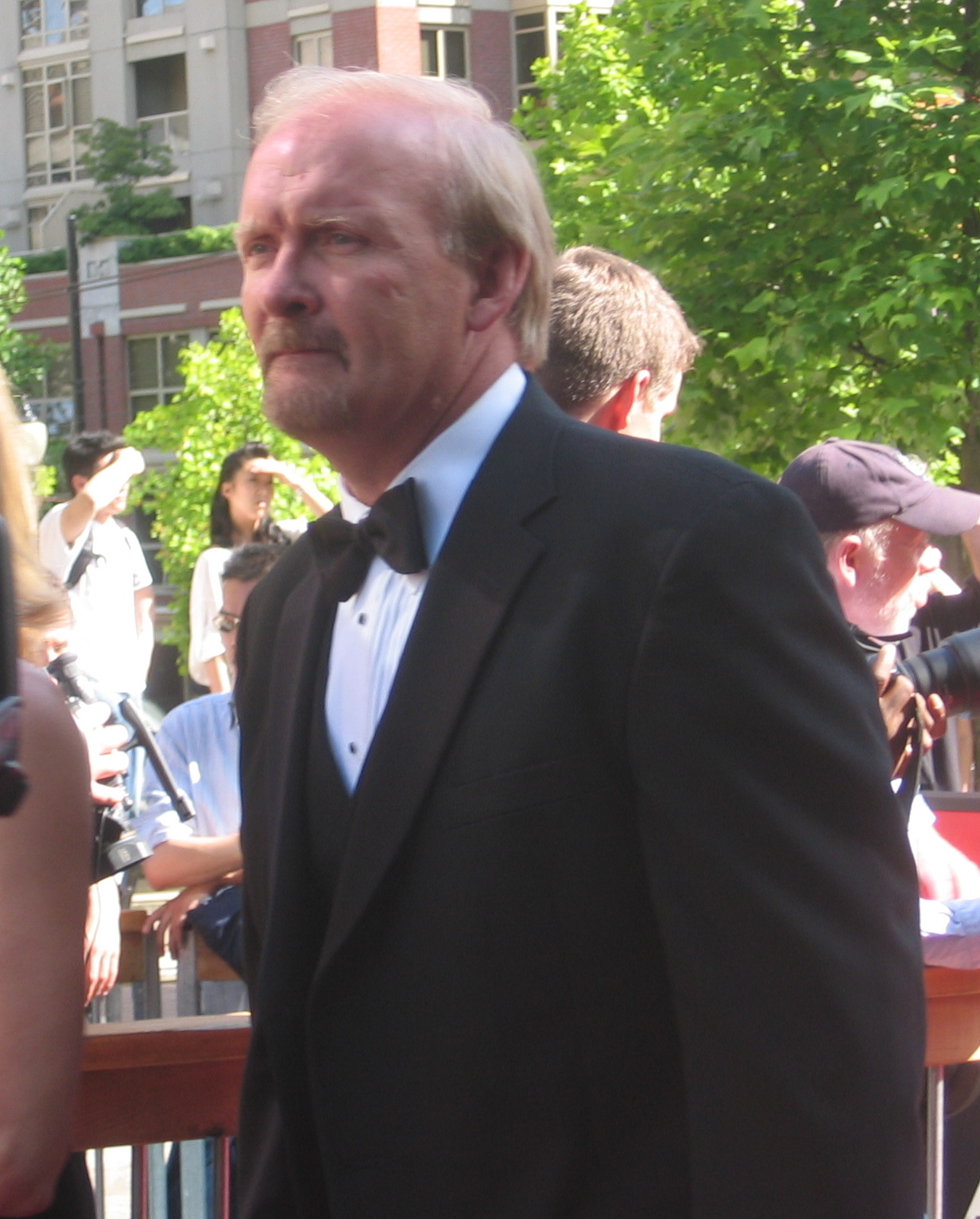
Lindy Ruff, vencedor da temporada 2005–06.

| Temporada | Vencedor                         | Time                  | Número de Conquistas |
| --------- | -------------------------------- | --------------------- | -------------------- |
| 1973-74   | Fred Sherob                      | Philadelphia Flyers   | 1                    |
| 1974-75   | Bob Pulford                      | Los Angeles Kings     | 1                    |
| 1975-76   | Don Cherry                       | Boston Bruins         | 1                    |
| 1976-77   | Scotty Bowmanab                  | Montreal Canadiens    | 1                    |
| 1977-78   | Bobby Kromm                      | Detroit Red Wings     | 1                    |
| 1978-79   | Al Arboura                       | New York Islanders    | 1                    |
| 1979-80   | Pat Quinnac                      | Philadelphia Flyers   | 1                    |
| 1980-81   | Red Berenson                     | St. Louis Blues       | 1                    |
| 1981-82   | Tom Watt                         | Winnipeg Jets         | 1                    |
| 1982-83   | Orval Tessier                    | Chicago Blackhawks    | 1                    |
| 1983-84   | Bryan Murray                     | Washington Capitals   | 1                    |
| 1984-85   | Mike Keenanac                    | Philadelphia Flyers   | 1                    |
| 1985-86   | Glen Sathera                     | Edmonton Oilers       | 1                    |
| 1986-87   | Jacques Demers                   | Detroit Red Wings     | 1                    |
| 1987-88   | Jacques Demers                   | Detroit Red Wings     | 2                    |
| 1988-89   | Pat Burnsc                       | Montreal Canadiens    | 1                    |
| 1989-90   | Bob Murdoch                      | Winnipeg Jets         | 1                    |
| 1990-91   | Brian Sutter                     | St. Louis Blues       | 1                    |
| 1991-92   | Pat Quinn                        | Vancouver Canucks     | 2                    |
| 1992-93   | Pat Burns                        | Toronto Maple Leafs   | 2                    |
| 1993-94   | Jacques Lemaire                  | New Jersey Devils     | 1                    |
| 1994-95   | Marc Crawford                    | Quebec Nordiques      | 1                    |
| 1995-96   | Scotty Bowmana                   | Detroit Red Wings     | 2                    |
| 1996-97   | Ted Nolan                        | Buffalo Sabres        | 1                    |
| 1997-98   | Pat Burns                        | Boston Bruins         | 3                    |
| 1998-99   | Jacques Martin                   | Ottawa Senators       | 1                    |
| 1999-00   | Joel Quennevillea                | St. Louis Blues       | 1                    |
| 2000-01   | Bill Barber                      | Philadelphia Flyers   | 1                    |
| 2001-02   | Bob Francis                      | Phoenix Coyotes       | 1                    |
| 2002-03   | Jacques Lemaire                  | Minnesota Wild        | 2                    |
| 2003-04   | John Tortorellab                 | Tampa Bay Lightning   | 1                    |
| 2004-05   | 2004–05 NHL lockout Sem vencedor | -                     | -                    |
| 2005-06   | Lindy Ruff                       | Buffalo Sabres        | 1                    |
| 2006-07   | Alain Vigneault                  | Vancouver Canucks     | 1                    |
| 2007-08   | Bruce Boudreau                   | Washington Capitals   | 1                    |
| 2008-09   | Claude Julien                    | Boston Bruins         | 1                    |
| 2009-10   | Dave Tippett                     | Phoenix Coyotes       | 1                    |
| 2010-11   | Dan Bylsma                       | Pittsburgh Penguins   | 1                    |
| 2011-12   | Ken Hitchcock                    | St. Louis Blues       | 1                    |
| 2012-13   | Paul McLean                      | Ottawa Senators       | 1                    |
| 2013-14   | Patrick Roy                      | Colorado Avalanche    | 1                    |
| 2014-15   | Bob Hartley                      | Calgary Flames        | 1                    |
| 2015-16   | Barry Trotza                     | Washington Capitals   | 1                    |
| 2016-17   | John Tortorella                  | Columbus Blue Jackets | 2                    |
| 2017-18   | Gerard Gallant                   | Vegas Golden Knights  | 1                    |
| 2017-18   | Barry Trotz                      | New York Islanders    | 2                    |
| 2019-20   | Bruce Cassidy                    | Boston Bruins         | 1                    |

aTimes que tiveram o melhor desempenho na Temporada Regular têm o Troféu dos Presidentes entregue desde a 1985–86
bTreinadores de times que ganharam a Stanley Cup
cTreinadores cujos times perderam a final da  Stanley Cup